# بويري (شبانكارة)
بويري (بالفارسية: بویری) هي قرية تقع في إيران في قسم شبانكارة الريفي. يقدر عدد سكانها بـ 1,515 نسمة .